# Helmut Moll

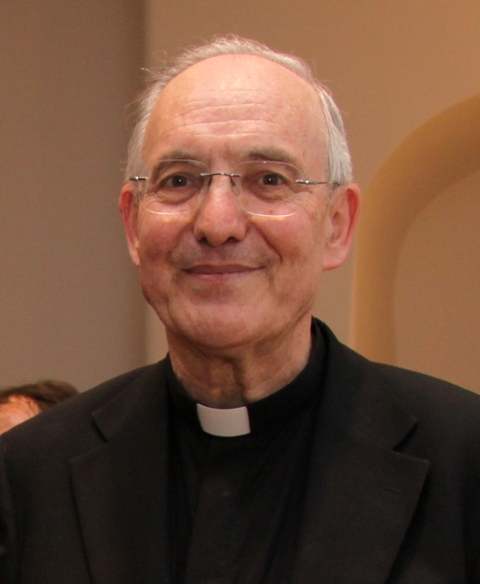
Helmut Moll (2011)

Helmut Moll (* 2. Juli 1944 in Euskirchen) ist römisch-katholischer Priester und Historiker. Er  ist Herausgeber des Deutschen Martyrologiums des 20. Jahrhunderts im Auftrag der Deutschen Bischofskonferenz und war Beauftragter des Erzbistums Köln für Selig- und Heiligsprechungen. Er gilt zudem als Experte für katholische Hagiographie.

## Leben
Moll wuchs am Annaturmplatz in Euskirchen auf, seine Eltern sind in Euskirchen begraben. Nach dem Abitur am Neusser Quirinus-Gymnasium studierte er Geschichte und Katholische Theologie an den Universitäten Bonn, Tübingen, Regensburg und Münster sowie in Rom an der Universität Gregoriana und am Päpstlichen Bibelinstitut. 1973 wurde er in Regensburg bei Joseph Ratzinger mit der Arbeit Die Lehre von der Eucharistie als Opfer. Eine dogmengeschichtliche Untersuchung vom Neuen Testament bis Irenäus von Lyon zum Doktor der Theologie promoviert. 1976 empfing er die Priesterweihe für das Erzbistum Köln.
Auf Betreiben des damaligen Kölner Weihbischofs Hubert Luthe wurde Moll 1981 als Diözesanreferent im Erzbistum Köln für Fragen der Glaubenslehre zuständig. Bei einem Treffen mit seinem Doktorvater Joseph Ratzinger, der seit 1982 Leiter der Glaubenskongregation im Vatikan war, bat ihn dieser 1983, zu ihm an die Römische Kurie zu kommen. Von 1984 bis 1995 war Moll Mitarbeiter der Lehrabteilung der Kongregation für die Glaubenslehre in Rom. Er befasste sich unter anderem mit der kirchenamtlichen Bewertung der Befreiungstheologie und prüfte aus theologischer Sicht bioethische Fragen wie die Zulässigkeit der künstlichen Befruchtung oder den Zeitpunkt des Beginns des menschlichen Lebens. 1993 wurde er zusätzlich zum Konsultor der Kongregation für die Selig- und Heiligsprechungsprozesse bestellt, für die er bis zu seinem Ausscheiden im Jahr 2004 tätig blieb.
1996 erhielt Moll auf Wunsch des damaligen Kölner Kardinals Joachim Meisner, der seit 1989 Vorsitzender der Liturgiekommission der Deutschen Bischofskonferenz war, die hauptamtliche Leitung einer speziellen Arbeitsstelle, die im Auftrag der Bischofskonferenz das Deutsche Martyrologium des 20. Jahrhunderts erarbeitete, ein umfangreiches Verzeichnis mit Lebensbildern deutscher und deutschstämmiger katholischer Märtyrer, die Moll in Zusammenarbeit mit Historikern und anderen Fachleuten aus den deutschen Diözesen und Ordensgemeinschaften zusammentrug. Die Erstausgabe überreichte er am 18. November 1999 zusammen mit Kardinal Karl Lehmann, dem Vorsitzenden der Deutschen Bischofskonferenz, an Papst Johannes Paul II., der die Dokumentation 1994 initiiert hatte. Im September 2010 konnte Moll Papst Benedikt XVI. die um zahlreiche Namen erweiterte fünfte Auflage übergeben. Die sechste Auflage des Martyrologiums überreichte Moll Papst Franziskus am 15. April 2015. Auch ein Exemplar der siebten Auflage des Werkes überreichte er dem Papst am 8. Mai 2019 persönlich. Inzwischen erschien im Jahr 2024 die um 81 Lebensbilder erweiterte und aktualisierte achte Auflage.
Von 1998 bis 2017 war er bei der Erzdiözese Köln für die Selig- und Heiligsprechungsverfahren verantwortlich. Moll begleitet weiterhin als Vizepostulator den Seligsprechungsprozess von Friedrich Joseph Haass, dem aus Münstereifel stammenden „heiligen Arzt von Moskau“.
1994 wurde Helmut Moll in den Ritterorden vom Heiligen Grab zu Jerusalem investiert. 2004 wurde Moll zum ehrenamtlichen Professor für Exegese und Hagiographie an der privaten Gustav-Siewerth-Akademie in Weilheim-Bierbronnen ernannt. Er ist Mitglied des Schülerkreises Joseph Ratzingers. Seit 2015 ist Moll Mitglied im wissenschaftlichen Beirat der Görres-Gesellschaft.
Moll hielt regelmäßig Referate und Vorträge über Teufelsaustreibungen und war Autor eines beachteten Kriterienkatalogs für Besessenheit, wird selbst aber nicht als Exorzist genannt. Er beendete seine Vortragstätigkeit zu dieser Thematik im Jahr 2016.

## Ehrungen
- Von Papst Johannes Paul II. wurde er 1995 zum Päpstlichen Ehrenprälaten ernannt.
- Die zu dieser Zeit bei der Internationalen Gesellschaft für Menschenrechte ansässige „Stephanus-Stiftung für verfolgte Christen“ in Frankfurt am Main ehrte Moll als Herausgeber des deutschen Martyrologiums am 22. November 2008 mit ihrem Stephanus-Preis.[7][8]
- Am 20. Juli 2017 wurde Helmut Moll in Ankum mit dem August-Benninghaus-Preis ausgezeichnet. Der Preis wird vom Freundeskreis P. August Benninghaus SJ vergeben, der sich dem Gedenken des im Jahr 1880 bei Ankum geborenen Jesuitenpaters August Benninghaus widmet. Er starb 1942 im KZ Dachau und wurde 2015 in Das deutsche Martyrologium des 20. Jahrhunderts aufgenommen. Der Preis ehrt nach Angaben der Stifter Personen, die sich „durch Forschung und Veröffentlichung zu Glaubenszeugen oder durch karitative Tätigkeiten im Sinn von Pater Benninghaus ausgezeichnet haben“.[9][10]
- In Anerkennung seiner Verdienste überreichte der Referent für Liturgie im Sekretariat der Deutschen Bischofskonferenz, Christian Haneder, im Auftrag von Bischof Dr. Stefan Ackermann (Trier) Prälat Moll anlässlich seines 80. Geburtstages die neue Geschenkplakette der Deutschen Bischofskonferenz.

## Schriften
- Zeugen für Christus. Das deutsche Martyrologium des 20. Jahrhunderts. Hrsg. im Auftrag der Deutschen Bischofskonferenz. Ferdinand Schöningh, Paderborn 1999, 8., erweiterte und aktualisierte Auflage 2024, ISBN 978-3-506-79130-6.
- „Wenn wir heute nicht unser Leben einsetzen …“. Märtyrer des Erzbistums Köln aus der Zeit des Nationalsozialismus. Mit einem Vorwort von Joachim Kardinal Meisner, Bildungswerk der Erzdiözese Köln, Köln 1998, 8. erweiterte Auflage 2020, ISBN 3-931739-09-0.
- „Weiße Rose“ – vor 60 Jahren zerschlagen (PEK-Skript). Presseamt des Erzbistums Köln, Köln 2003.
- Die katholischen deutschen Martyrer des 20. Jahrhunderts. Ein Verzeichnis. Schöningh, Paderborn 1999, 4. Auflage 2005, ISBN 3-506-75777-6.
- Martyrium und Wahrheit. Zeugen Christi im 20. Jahrhundert. Gustav-Siewerth-Akademie, Weilheim-Bierbronnen 2005, 7. Auflage 2020, ISBN 3-928273-74-4.
- Selige und heilige Ehepaare. Dominus Verlag, Augsburg 2016, 4., erweiterte Auflage 2024, ISBN 978-3-940879-48-6.
- Zeugen des Nordens. Märtyrer des Erzbistums Hamburg aus der Zeit des Nationalsozialismus. Dominus-Verlag, Augsburg 2023, ISBN 978-3-940879-79-0.
- Christliche deutschsprachige Märtyrer (2000–2024). Zum Heiligen Jahr 2025, Dominus-Verlag, Augsburg 2025, ISBN 978-3-940879-86-8.